# Las Vegas Metropolitan Police Department
De Las Vegas Metropolitan Police Department (LVMPD of Metro) is de politie in de Amerikaanse stad Las Vegas. Met zo'n 12.000 werknemers is de  LVMPD is het grootste politiekorps in Nevada. De LVMPD is op 1 juli 1973 opgericht na een fusie tussen de Las Vegas Police Department en de Clark County Sheriff's Office.

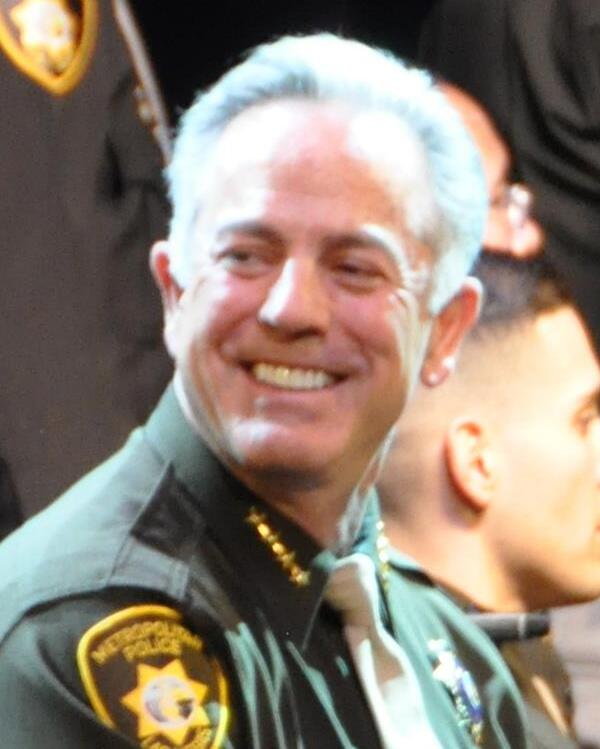
Joseph (Joe) Lombardo, de huidige sheriff van Clark County en het hoofd van de LVMPD

De LVMPD staat onder het bevel van de sheriff van Clark County, die elke vijf jaar gekozen wordt. Momenteel is Joe Lombardo de sheriff van Clark County. Hij is vanaf 5 januari 2015 sheriff en werd in 2018 herkozen voor een tweede termijn.

## Geschiedenis
Voor de oprichting van de LVMPD waren er twee politiekorpsen actief binnen de stadsgrenzen van Las Vegas: de Las Vegas Police Department en de Clark County Sheriff's Office. De Las Vegas Police Department was het grootste politiekorps van Nevada, met zo'n 500 werknemers en een werkgebied van zo'n 137 vierkante kilometer. De Clark County Sheriff's Office was de grootste Sheriff's Department van Nevada, met 500 werknemers en een werkgebied van 20.719 vierkante kilometer. 
Toen de kleine dorpjes rondom Las Vegas enorm begonnen te groeien, pleitte de gemeenteraad van Las Vegas dat de dorpjes bij Las Vegas toegevoegd zouden worden. Het County Board of Commissioners, de provincieraad van Clark County, verzette zich hier tegen, omdat de County anders te veel belastinginkomsten zou mislopen. In 1969 werden de plannen om van Las Vegas, North Las Vegas en enkele gemeentevrije gebieden één metropoolregio te maken. Dit plan is afgeketst, maar er kwam uiteindelijk wel een metropoolregio die Las Vegas en enkele gemeentevrije gebieden bevatten.
Toen de metropoolregio opgericht werd, ontstond er een nieuw dilemma; Doordat er twee politiekorpsen aanwezig waren in Las Vegas, belden burgers vaak het verkeerde korps om aangifte te doen of een melding te maken. Dit zorgde voor veel misverstanden en het kwam vaak voor dat agenten te laat kwamen. Om dit op te lossen werd er een wetsvoorstel ingediend waarbij de Las Vegas Police Department en de Clark County Sheriff's Department gefuseerd zouden worden. Dit wetsvoorstel werd in 1973 goedgekeurd. 
Vanaf 1 juli 1973 werden de Las Vegas Police Department en de Clark County Sheriff's Office samengevoegd tot een nieuw korps: het Las Vegas Metropolitan Police Department. De LVMPD werd verantwoordelijk voor de veiligheid en wetshandhaving in Las Vegas en alle gemeentevrije gebieden in Clark County. Het nieuwe korps stond onder het bevel van de sheriff van Clark County, die elke vijf jaar gekozen wordt. 
De fusie verliep chaotisch, want zowel de Las Vegas Police Department als de Clark County Sheriff's Office waren er niet op voorbereid. De agenten van beide korpsen behielden nog een tijdje hun oude uniformen en de politiewagens hadden nog hun oude huisstijlen. De LVMPD investeerde vervolgens zo'n $200.000 om de agenten hetzelfde uniform te geven, een standaard wapen te introduceren en om de politiewagens van dezelfde huisstijl te voorzien.
In de jaren 80 kreeg Las Vegas te maken met een enorme stijging van criminaliteit. Dit kwam mede door de explosieve bevolkingsgroei, maar ook door de extreem toegenomen migratie en gangs die uit Zuid-Californië kwamen.

## Organisatie
De LVMPD staat onder het bevel van de sheriff van Clark County. De tweede in bevel is de hulpsheriff, die geassisteerd wordt door vier assistent-sheriff's. De hulpsheriff is verantwoordelijk voor de afhandeling van persoonlijke en financiële zaken. De sheriff wordt elke vijf jaar gekozen.

### Detentiecentrum
De LVMPD verzorgt ook het detentiecentrum van Clark County (CCDC). Het wordt gebruikt om gevangenen te huisvesten die zijn gearresteerd in het werkgebied van de LVMPD, m.u.v. arrestanten uit North Las Vegas en Henderson die beide een eigen detentiecentrum verzorgen. Verder huisvest het detentiecentrum personen die aan andere politiekorpsen uitgeleverd moeten worden, personen die in afwachting op een hoorzitting wachten en personen die een straf van 364 dagen of minder moeten uitzitten. 
Er zijn 781 agenten die in dienst zijn als gevangenisbewaarders. 

### Werkgebied
Het hoofdkantoor is gevestigd op 400 S. Martin L. King Boulevard. Het gebouw, dat 34.838 vierkante meter groot is, huisvest alle speciale afdelingen van de LVMPD, maar ook het anti-terrorisme team van Zuid-Nevada. Ook worden alle dossiers en vingerafdrukken in het hoofdkantoor op geslagen. 
De LVMPD heeft 19 sectoren, die zijn ondergebracht bij 10 hoofdbureaus. Verder heeft de LVMPD een verkeerseenheid, een luchthavenpolitie en negen divisies die verantwoordelijk zijn voor de veiligheid en wetshandhaving buiten de metropoolregio Las Vegas Valley.
Er zijn 2640 agenten werkzaam bij de LVMPD.

### Rangstructuur
| Titel                              | Insigne                                      |
| ---------------------------------- | -------------------------------------------- |
| Sheriff                            | 4_Gold_Stars                                 |
| Hulpsheriff                        | 3_Gold_Stars                                 |
| Assistent-sheriff                  | 2_Gold_Stars                                 |
| Plaatsvervangende commandant       | 1_Gold_Star                                  |
| Commissaris / detentie-commissaris | Captain insignia gold                        |
| Inspecteur / detentie-inspecteur   | US-O1 insignia                               |
| Brigadier                          | U.S._police_sergeant_rank_(black_and_yellow) |
| Politieagent / Gevangenisbewaarder | Geen insigne                                 |

## Speciale eenheden

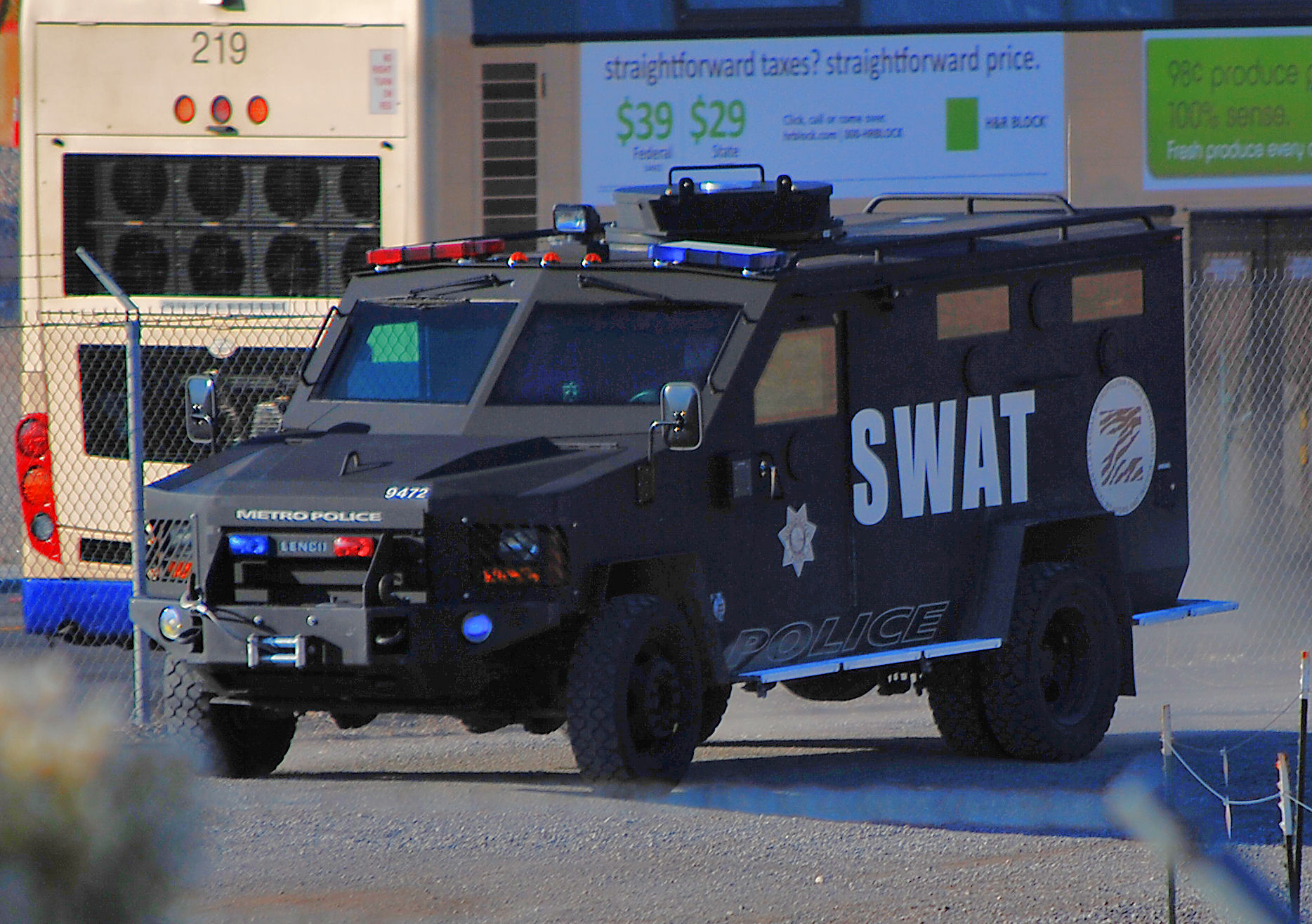
LVMPD SWAT truck

### SWAT
De LVMPD heeft ook zijn eigen SWAT-team, die bekend staat als het Zebra-team. Het Zebra-team bestaat uit 40 speciaal opgeleide fulltime politieagenten. De agenten krijgen de aanduiding Zebra, degene die het hoogste in rang is krijgt de aanduiding Zebra 1, de laagste in rang krijgt de aanduiding Zebra 37. De agenten krijgen speciale trainingen voor het gebruik van dodelijke- en minder dodelijke wapens.
Het Zebra-team wordt ingezet bij gijzelingen en huiszoekingsbevelen, waarbij de verdachte mogelijk bewapend kan zijn.

### Hondenbrigade

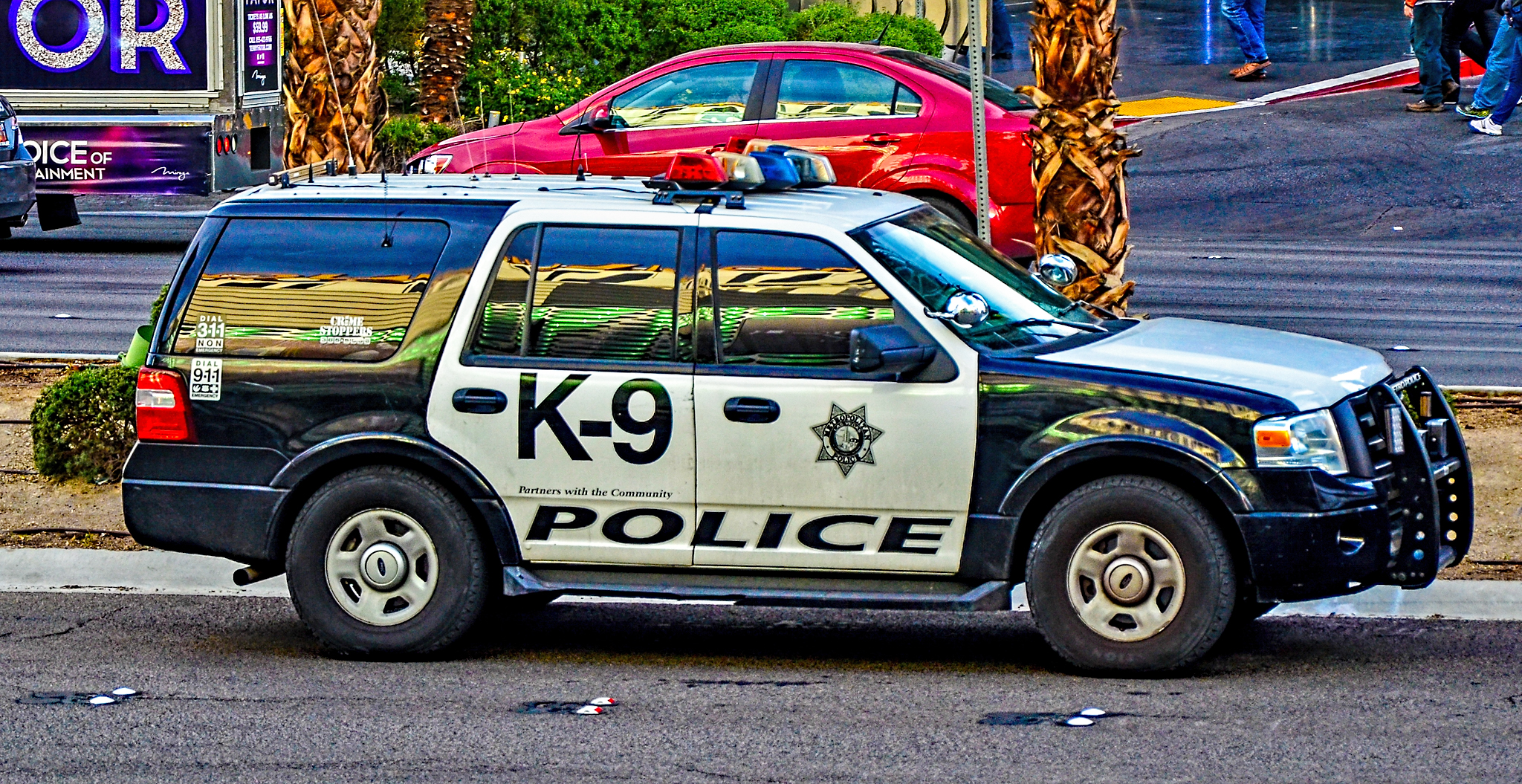
LVMPD hondengeleider

De K-9 eenheid van de LVMPD telt 42 honden. 36 van deze honden worden door de politie gebruikt, de andere 6 worden door de stad Las Vegas gebruikt, voor narcoticaonderzoeken. Van de 36 honden die de LVMPD gebruikt, zijn er 21 gespecialiseerd in de opsporing van menselijke resten, 9 honden worden gebruikt om drugs op te sporen en de overige 6 worden door de EOD gebruikt. 